# بولین خو
بولین خو (Chinese ; ترانه‌سرای خواننده پاپ جاز ساکن سنگاپور است. توانایی او در آواز خواندن به ۵ زبان برای هر یک از ۵ آلبوم او مورد توجه و تحسین بین‌المللی قرار گرفته‌است. علی‌رغم موفقیت تجاری‌اش، او به عنوان یک پیشگام در جامعه DIY سنگاپور و جامعه موسیقی‌دانان مستقل شناخته می‌شود و از سال ۲۰۰۲ علاوه بر فعالیت‌های هنری خود، دو شرکت مبتنی بر موسیقی را تأسیس کرده‌است. پس از جدایی از کمپانی ژاپنی S2S در سال ۲۰۱۱، بولین به وضعیت مستقل خود بازگشت.
او در حال حاضر آواز پاپ را به دانشجویان خصوصی و در کالج‌های مختلف موسیقی آموزش می‌دهد.
خو در سنگاپور به دنیا آمد و در دبیرستان ریور ولی، سنگاپور و کالج جونیور هوا چونگ تحصیل کرد. او آواز خواندن را در سال ۱۹۹۹ در کافه آرک سنگاپور با دنیس چو و کلوین تان زمانی که دانشجوی دانشگاه ملی سنگاپور بود شروع کرد.

## آهنگشناسی
| تاریخ انتشار   | عنوان                | قالب | برچسب               |
| -------------- | -------------------- | ---- | ------------------- |
| ۷ فوریه ۲۰۰۸   | بعد از ظهر تنهایی    | EP   | مستقل               |
| ۱۱ آوریل ۲۰۰۹  | تو فرشته من هستی     | LP   | S2S                 |
| اوت ۲۰۱۰       | ماجرای بیسترو        | LP   | S2S                 |
| ۲۹ ژوئیه ۲۰۱۱  | احساس در مورد شما    | LP   | S2S                 |
| ۱۶ آوریل ۲۰۱۳  | افرادی که من می‌شناسم | LP   | مستقل               |
| ۲۶ ژوئیه ۲۰۱۳  | هدف زیبا             | تنها | مستقل               |
| ۱۲ دسامبر ۲۰۱۴ | آبگرم پیانو ۷        | LP   | وارنر موزیک سنگاپور |
| ۱ مارس ۲۰۲۱    | والس پیکادلی         | LP   | تراست آهنگ          |

## فیلم‌شناسی
| سال  | نام برنامه                     | نقش      | یادداشت | مرجع |
| ---- | ------------------------------ | -------- | ------- | ---- |
| ۲۰۱۴ | آهنگ‌های ما کی هستیم 我的歌声里 | مثل خودش | قسمت ۸  |      |
| ۲۰۱۵ | کلاس پرش 跳班                  |          |         |      |

## جوایز
| سال  | مراسم                | جایزه                   | کار نامزد شده        | نتیجه    | مرجع  |
| ---- | -------------------- | ----------------------- | -------------------- | -------- | ----- |
| ۲۰۰۹ | جوایز سرگرمی سنگاپور | بهترین آلبوم مستقل      | Lonely Afternoon EP  | برنده    | [ ۳ ] |
| ۲۰۱۳ | بازدیدهای سنگاپور    | بهترین ترانه‌های محلی    | افرادی که من می‌شناسم | نامزدشده | [ ۴ ] |
| ۲۰۱۳ | یاهو سنگاپور         | یاهو سنگاپور ۹ - سرگرمی | بولین خو             | نامزدشده | [ ۵ ] |